# Gaußsche Vektoren
Die Gaußschen Vektoren dienen in der Astronomie und in der Raumfahrt als Spaltenvektoren einer Matrix als Hilfe zur Koordinatentransformation zwischen Koordinaten des rotierenden äquatorialen Koordinatensystems und Koordinaten der Bahnebene. Mit ihnen ist ein eindeutiger Bezug zwischen den Koordinaten eines Himmelskörpers auf seiner Bahn um einen Planeten und der Lage im raumfesten rotierenden äquatorialen Koordinatensystem gegeben.
Mit Hilfe der 3 Bahnelemente Inklination {\displaystyle i}, dem Argument des Knotens (Knotenlänge) {\displaystyle \Omega } und dem Argument der Periapsis {\displaystyle \omega } können die 3 Einheitsvektoren {\displaystyle P}, {\displaystyle Q} und {\displaystyle W} gebildet werden.
{\displaystyle P={\begin{pmatrix}+\cos \omega \cdot \cos \Omega -\sin \omega \cdot \cos i\cdot \sin \Omega \\+\cos \omega \cdot \sin \Omega +\sin \omega \cdot \cos i\cdot \cos \Omega \\+\sin \omega \cdot \sin i\end{pmatrix}}}
{\displaystyle Q={\begin{pmatrix}-\sin \omega \cdot \cos \Omega -\cos \omega \cdot \cos i\cdot \sin \Omega \\-\sin \omega \cdot \sin \Omega +\cos \omega \cdot \cos i\cdot \cos \Omega \\+\cos \omega \cdot \sin i\end{pmatrix}}}
{\displaystyle W={\begin{pmatrix}+\sin i\cdot \sin \Omega \\-\sin i\cdot \cos \Omega \\+\cos i\end{pmatrix}}}
{\displaystyle P} zeigt vom Zentrum des Planeten zum Perizentrum der Bahn des Himmelskörpers, {\displaystyle Q} zeigt vom Planetenzentrum in Richtung der wahren Anomalie bei 90° und {\displaystyle W} steht senkrecht auf beiden Vektoren. Dabei definieren die 3 Vektoren das System der Bahnebene des Himmelskörpers und sind die Spaltenvektoren der Matrix
{\displaystyle \,(P,Q,W)=R_{z}(-\Omega )R_{x}(-i)R_{z}(-\omega )}.
Über den Ausdruck
{\displaystyle {\begin{pmatrix}x\\y\\z\end{pmatrix}}=R_{z}(-\Omega )R_{x}(-i)R_{z}(-\omega )r{\begin{pmatrix}\cos \vartheta \\\sin \vartheta \\0\end{pmatrix}}\!\,}
können die drei Vektoren {\displaystyle x}, {\displaystyle y} und {\displaystyle z} des rotierenden äquatorialen Koordinatensystems wiedergegeben werden, wobei {\displaystyle \vartheta } die wahre Anomalie ist.